# Sobradinho Esporte Clube
El Sobradinho Esporte Clube és un club de futbol brasiler de la ciutat de Sobradinho al Districte Federal del Brasil.

## Història
El club va ser fundat l'1 de gener de 1975 a partir d'un antic club anomenat Campineira. Va guanyar el campionat estatal els anys 1985 i 1986. A nivell nacional ha jugat una vegada a la Série A (1986) i quatre a la Série B (1985, 1986, 1987, 1989).
L'1 de març de 1996 arribà a un acord de col·laboració amb el Botafogo de Futebol e Regatas i adoptà el nom Botafogo Sobradinho Esporte Clube. Uns anys més tard l'acord finalitzà i el club recuperà el seu antic nom.

## Palmarès
- Campionat brasiliense: 
  - 1985, 1986

- Segona Divisió del Campionat brasiliense: 
  - 2003

## Estadi
El Sobradinho Esporte Clube juga els seus partits a l'estadi Augustinho Pires de Lima, amb capacitat per a 15.000 espectadors.